# Liste der olympischen Medaillengewinner aus Deutschland/M
- Macek, Brooks
Olympische Winterspiele 2018, (GER): Silbermedaille, Eishockey „Männer“
- Mack, Lutz
Olympische Sommerspiele 1976, (GDR): Bronzemedaille, Turnen „Mannschaftsmehrkampf Männer“
Olympische Sommerspiele 1980, (GDR): Silbermedaille, Turnen „Mannschaftsmehrkampf Männer“
- Madeja, Uwe
Olympische Sommerspiele 1980, (GDR): Silbermedaille, Kanurennsport „C2 1000 Meter Männer“
- Maennig, Wolfgang
Olympische Sommerspiele 1988, (FRG): Goldmedaille, Rudern „Achter Männer“
- Mager, Manuela
Olympische Winterspiele 1980, (GDR): Bronzemedaille, Eiskunstlauf „Paare“
- Mager, Wolfgang
Olympische Sommerspiele 1972, (GDR): Goldmedaille, Rudern „Zweier ohne Steuerman“
Olympische Sommerspiele 1976, (GDR): Silbermedaille, Rudern „Vierer ohne Steuermann“
- Mahlendorf, Walter
Olympische Sommerspiele 1960, (EAU): Goldmedaille, Leichtathletik „4-mal-100-Meter-Staffel Männer“
- Mahlow, Wilhelm
Olympische Sommerspiele 1936, (GER): Bronzemedaille, Rudern „Achter Männer“
- Maibohm, Wolfgang
Olympische Sommerspiele 1972, (GDR): Silbermedaille, Volleyball „Männer“
- Maier, Hans
Olympische Sommerspiele 1932, (GER): Silbermedaille, Rudern „Vierer ohne Steuermann“
Olympische Sommerspiele 1936, (GER): Goldmedaille, Rudern „Vierer mit Steuermann“
- Maier, Leonie
Olympische Sommerspiele 2016, (GER): Goldmedaille, Fußball „Frauen“
- Maier, Otto
Olympische Sommerspiele 1912, (GER): Goldmedaille, Rudern „Vierer mit Steuermann (Ausleger)“
- Maletzki, Doris
Olympische Sommerspiele 1976, (GDR): Goldmedaille, Leichtathletik „4-mal-400-Meter-Staffel Frauen“
- Malisch, Kurt
Olympische Sommerspiele 1912, (GER): Bronzemedaille, Schwimmen „200 Meter Brust Männer“
- Manchen, Heinz-Joachim
Olympische Sommerspiele 1952, (GER): Silbermedaille, Rudern „Zweier mit Steuermann“
- Mang, Rudolf
Olympische Sommerspiele 1972, (FRG): Silbermedaille, Gewichtheben „Superschwergewicht Männer“
- Manger, Josef
Olympische Sommerspiele 1936, (GER): Goldmedaille, Gewichtheben „Schwergewicht Männer“
- Mankel, Yves
Olympische Winterspiele 1992, (GER): Silbermedaille, Rennrodeln „Zweisitzer Männer“
- Mantek, Frank
Olympische Sommerspiele 1980, (GDR): Bronzemedaille, Gewichtheben „Mittelschwergewicht Männer“
- Manteuffel, Fritz
Olympische Sommerspiele 1896, (GER): Goldmedaille, Turnen „Barren Mannschaft“
Olympische Sommerspiele 1896, (GER): Goldmedaille, Turnen „Reck Mannschaft“
- Marcour, Michael
Olympische Sommerspiele 1984, (FRG): Silbermedaille, Segeln „Starboot“
- Marg, Harald
Olympische Sommerspiele 1980, (GDR): Goldmedaille, Kanurennsport „K4 1000 Meter Männer“
- Margis, Thorsten
Olympische Winterspiele 2018, (GER): Goldmedaille, Bobsport „Zweierbob Männer“
Olympische Winterspiele 2018, (GER): Goldmedaille, Bobsport „Viererbob Männer“
- Maritschnigg, Günther
Olympische Sommerspiele 1960, (EAU): Silbermedaille, Ringen „griechisch-römischer Stil Fliegengewicht Männer“
- Marozsán, Dzsenifer
Olympische Sommerspiele 2016, (GER): Goldmedaille, Fußball „Frauen“
- Martens, Eckhard
Olympische Sommerspiele 1972, (GDR): Silbermedaille, Rudern „Vierer mit Steuermann“
- Martens, Hermann
Olympische Sommerspiele 1908, (GER): Silbermedaille, Bahnradsport „4000-Meter-Mannschaftsverfolgung Männer“
- Märtens, Lukas
Olympische Sommerspiele 2024, (GER): Goldmedaille, Schwimmen „400 Meter Freistil Männer“
- Martin, Tony
Olympische Sommerspiele 2012, (GER): Silbermedaille, Straßenradsport „Einzelzeitfahren Männer“
- Marx, Michael
Olympische Sommerspiele 1984, (FRG): Bronzemedaille, Bahnradsport „4000-Meter-Mannschaftsverfolgung Männer“
- Maske, Henry
Olympische Sommerspiele 1988, (GDR): Goldmedaille, Boxen „Mittelgewicht Männer“
- Massot, Bruno
Olympische Winterspiele 2018, (GER): Goldmedaille, Eiskunstlauf „Paare“
- Matijass, Julia
Olympische Sommerspiele 2004, (GER): Bronzemedaille, Judo „Superleichtgewicht Frauen“
- Mattern, Joachim
Olympische Sommerspiele 1976, (GDR): Goldmedaille, Kanurennsport „K2 500 Meter Männer“
Olympische Sommerspiele 1976, (GDR): Silbermedaille, Kanurennsport „K2 1000 Meter Männer“
- Matthes, Roland
Olympische Sommerspiele 1968, (GDR): Goldmedaille, Schwimmen „100 Meter Rücken Männer“
Olympische Sommerspiele 1968, (GDR): Goldmedaille, Schwimmen „200 Meter Rücken Männer“
Olympische Sommerspiele 1968, (GDR): Silbermedaille, Schwimmen „4-mal-100-Meter-Lagenstaffel Männer“
Olympische Sommerspiele 1972, (GDR): Goldmedaille, Schwimmen „100 Meter Rücken Männer“
Olympische Sommerspiele 1972, (GDR): Goldmedaille, Schwimmen „200 Meter Rücken Männer“
Olympische Sommerspiele 1972, (GDR): Bronzemedaille, Schwimmen „4-mal-100-Meter-Freistilstaffel Männer“
Olympische Sommerspiele 1972, (GDR): Silbermedaille, Schwimmen „4-mal-100-Meter-Lagenstaffel Männer“
Olympische Sommerspiele 1976, (GDR): Bronzemedaille, Schwimmen „100 Meter Rücken Männer“
- Matthiae, Hans
Olympische Sommerspiele 1912, (GER): Bronzemedaille, Rudern „Achter Männer“
- Mattscherodt, Katrin
Olympische Winterspiele 2010, (GER): Goldmedaille, Eisschnelllauf „Teamverfolgung Frauen“
- Matz, Evelyn
Olympische Sommerspiele 1976, (GDR): Silbermedaille, Handball „Frauen“
Olympische Sommerspiele 1980, (GDR): Bronzemedaille, Handball „Frauen“
- Mauer, Frank
Olympische Winterspiele 2018, (GER): Silbermedaille, Eishockey „Männer“
- Mauermayer, Gisela
Olympische Sommerspiele 1936, (GER): Goldmedaille, Leichtathletik „Diskuswurf Frauen“
- Maune, Jürgen
Olympische Sommerspiele 1972, (GDR): Silbermedaille, Volleyball „Männer“
- Mävers, Marie
Olympische Sommerspiele 2016, (GER): Bronzemedaille, Feldhockey „Frauen“
- Max, Philipp
Olympische Sommerspiele 2016, (GER): Silbermedaille, Fußball „Männer“
- May, Torsten
Olympische Sommerspiele 1992, (GER): Goldmedaille, Boxen „Halbschwergewicht Männer“
- Mayer, Helene
Olympische Sommerspiele 1928, (GER): Goldmedaille, Fechten „Florett Frauen Einzel“
Olympische Sommerspiele 1936, (GER): Silbermedaille, Fechten „Florett Frauen Einzel“
- Mayer, Lisa
Olympische Sommerspiele 2024, (GER): Bronzemedaille, Leichtathletik „4-mal-100-Meter-Staffel Frauen“
- Mayerhöfer, Christian
Olympische Sommerspiele 1992, (GER): Goldmedaille, Feldhockey „Männer“
- Mbabi, Celia Okoyino
Olympische Sommerspiele 2008, (GER): Bronzemedaille, Fußball „Frauen“
- Mederow, Heinrich
Olympische Sommerspiele 1972, (GDR): Bronzemedaille, Rudern „Achter Männer“
- Mees, Helga
Olympische Sommerspiele 1964, (EAU): Silbermedaille, Fechten „Florett Einzel Frauen“
Olympische Sommerspiele 1964, (EAU): Bronzemedaille, Fechten „Florett Mannschaft Frauen“
- Meffle, Arnulf
Olympische Sommerspiele 1984, (FRG): Silbermedaille, Handball „Männer“
- Mehl, Eberhard
Olympische Sommerspiele 1960, (EAU): Bronzemedaille, Fechten „Florett Mannschaft Männer“
- Mehl, Gabriele
Olympische Sommerspiele 1992, (GER): Bronzemedaille, Rudern „Vierer ohne Steuerfrau“
- Mehlhorn, Hans
Olympische Winterspiele 1932, (GER): Bronzemedaille, Bobsport „Viererbob Männer“
- Mehlitz, Paul
Olympische Sommerspiele 1936, (GER): Silbermedaille, Feldhockey „Herren“
- Meier, Dirk
Olympische Sommerspiele 1988, (GDR): Silbermedaille, Bahnradsport „4000-Meter-Mannschaftsverfolgung Männer“
- Meier, Günther
Olympische Sommerspiele 1968, (FRG): Bronzemedaille, Boxen „Halbmittelgewicht Männer“
- Meiling, Marc
Olympische Sommerspiele 1988, (FRG): Silbermedaille, Judo „Halbschwergewicht Männer“
- Meinert, Maren
Olympische Sommerspiele 2000, (GER): Bronzemedaille, Fußball „Frauen“
- Meinert, Niklas
Olympische Sommerspiele 2008, (GER): Goldmedaille, Feldhockey „Männer“
- Meinhardt, Sven
Olympische Sommerspiele 1992, (GER): Goldmedaille, Feldhockey „Männer“
- Meischner, Joachim
Olympische Winterspiele 1972, (GDR): Bronzemedaille, Biathlon „4-mal-7,5-Kilometer-Staffel Männer“
- Meißner, Jochen
Olympische Sommerspiele 1968, (FRG): Silbermedaille, Rudern „Einer Männer“
- Meißner, Katrin
Olympische Sommerspiele 1988, (GDR): Bronzemedaille, Schwimmen „50 Meter Freistil Frauen“
Olympische Sommerspiele 1988, (GDR): Goldmedaille, Schwimmen „4-mal-100-Meter-Lagenstaffel Frauen“
Olympische Sommerspiele 1988, (GDR): Goldmedaille, Schwimmen „4-mal-100-Meter-Freistilstaffel Frauen“
- Mellinghaus, Matthias
Olympische Sommerspiele 1988, (FRG): Goldmedaille, Rudern „Achter Männer“
- Menke, Carl
Olympische Sommerspiele 1936, (GER): Silbermedaille, Feldhockey „Männer“
- Menne, Wilhelm
Olympische Sommerspiele 1936, (GER): Goldmedaille, Rudern „Vierer ohne Steuermann“
- Mennigen, Florian
Olympische Sommerspiele 2012, (GER): Goldmedaille, Rudern „Achter Männer“
- Mense, Ulrich
Olympische Sommerspiele 1964, (EAU): Silbermedaille, Segeln „Drachen-Klasse“
- Mensing, Barbara
Olympische Sommerspiele 1996, (GER): Silbermedaille, Bogenschießen „Frauen Mannschaft“
Olympische Sommerspiele 2000, (GER): Bronzemedaille, Bogenschießen „Frauen Mannschaft“
- Menz, Karl-Heinz
Olympische Winterspiele 1976, (GDR): Bronzemedaille, Biathlon „4-mal-7,5-Kilometer-Staffel Männer“
- Menzel, Leonie
Olympische Sommerspiele 2024, (GER): Bronzemedaille, Rudern „Doppelvierer Frauen“
- Merkens, Toni
Olympische Sommerspiele 1936, (GER): Goldmedaille, Bahnradsport „Sprint Männer“
- Mertel, Heinz
Olympische Sommerspiele 1968, (FRG): Silbermedaille, Schießen „Freie Scheibenpistole“
- Mertens, Lukas
Olympische Sommerspiele 2024, (GER): Silbermedaille, Handball „Männer“
- Messerschmidt, Uwe
Olympische Sommerspiele 1984, (FRG): Silbermedaille, Bahnradsport „50 Kilometer Punktefahren Männer“
- Messner, Fritz
Olympische Sommerspiele 1936, (GER): Silbermedaille, Feldhockey „Männer“
- Metschuck, Caren
Olympische Sommerspiele 1980, (GDR): Silbermedaille, Schwimmen „100 Meter Freistil Frauen“
Olympische Sommerspiele 1980, (GDR): Goldmedaille, Schwimmen „100 Meter Schmetterling Frauen“
Olympische Sommerspiele 1980, (GDR): Goldmedaille, Schwimmen „4-mal-100-Meter-Freistilstaffel Frauen“
Olympische Sommerspiele 1980, (GDR): Goldmedaille, Schwimmen „4-mal-100-Meter-Lagenstaffel Frauen“
- Metz, Lothar
Olympische Sommerspiele 1960, (EAU): Silbermedaille, Ringen „griechisch-römischer Stil, Mittelgewicht Männer“
Olympische Sommerspiele 1964, (EAU): Bronzemedaille, Ringen „griechisch-römischer Stil, Mittelgewicht Männer“
Olympische Sommerspiele 1968, (GDR): Goldmedaille, Ringen „griechisch-römischer Stil, Mittelgewicht Männer“
- Metz, Michael
Olympische Sommerspiele 1988, (FRG): Silbermedaille, Feldhockey „Männer“
Olympische Sommerspiele 1992, (GER): Goldmedaille, Feldhockey „Männer“
- Metz, Stefan
Olympische Winterspiele 1976, (FRG): Bronzemedaille, Eishockey „Männer“
- Metze, Karin
Olympische Sommerspiele 1976, (GDR): Goldmedaille, Rudern „Vierer mit Steuerfrau“
Olympische Sommerspiele 1980, (GDR): Goldmedaille, Rudern „Achter Frauen“
- Mevius, Elisa
Olympische Sommerspiele 2024, (GER): Goldmedaille, 3×3-Basketball „Frauen“
- Mey, Uwe-Jens
Olympische Winterspiele 1988, (GDR): Goldmedaille, Eisschnelllauf „500 Meter Männer“
Olympische Winterspiele 1988, (GDR): Silbermedaille, Eisschnelllauf „1000 Meter Männer“
Olympische Winterspiele 1992, (GER): Goldmedaille, Eisschnelllauf „500 Meter Männer“
- Meyer, Christian
Olympische Sommerspiele 1992, (GER): Goldmedaille, Straßenradsport „Mannschaft Männer“
- Meyer, Max
Olympische Sommerspiele 2016, (GER): Silbermedaille, Fußball „Männer“
- Meyer, Gertrud
Olympische Sommerspiele 1936, (GER): Goldmedaille, Turnen „Mehrkampf Mannschaft Frauen“
- Meyer Heiko
Olympische Sommerspiele 2000, (GER): Bronzemedaille, Wasserspringen „Synchron 10 Meter Männer“
- Meyer, Horst
Olympische Sommerspiele 1964, (EAU): Silbermedaille, Rudern „Achter Männer“
Olympische Sommerspiele 1968, (FRG): Goldmedaille, Rudern „Achter Männer“
- Meyer, Karsten
Olympische Sommerspiele 1972, (FRG): Bronzemedaille, Segeln „Starboot“
- Meyer, Walter
Olympische Sommerspiele 1932, (GER): Goldmedaille, Rudern „Vierer mit Steuermann“
- Meyfarth, Ulrike
Olympische Sommerspiele 1972, (FRG): Goldmedaille, Leichtathletik „Hochsprung Frauen“
Olympische Sommerspiele 1984, (FRG): Goldmedaille, Leichtathletik „Hochsprung Frauen“
- Michaelis, Liane
Olympische Sommerspiele 1976, (GDR): Silbermedaille, Handball „Frauen“
- Michaels-Beerbaum, Meredith
Olympische Sommerspiele 2016, (GER): Bronzemedaille, Springreiten „Mannschaft“
- Michel, Björn
Olympische Sommerspiele 2004, (GER): Bronzemedaille, Feldhockey „Männer“
- Micheler, Elisabeth
Olympische Sommerspiele 1992, (GER): Goldmedaille, Kanuslalom„K1 Frauen“
- Michler, Klaus
Olympische Sommerspiele 1992, (GER): Goldmedaille, Feldhockey „Männer“
- Mickler-Becker, Ingrid
Olympische Sommerspiele 1968, (FRG): Goldmedaille, Leichtathletik „Fünfkampf Frauen“
Olympische Sommerspiele 1972, (FRG): Goldmedaille, Leichtathletik „4-mal-100-Meter-Staffel Frauen“
- Mihambo, Malaika
Olympische Sommerspiele 2020, (GER): Goldmedaille, Leichtathletik „Weitsprung Frauen“
Olympische Sommerspiele 2024, (GER): Silbermedaille, Leichtathletik „Weitsprung Frauen“
- Milde, Lothar
Olympische Sommerspiele 1968, (GDR): Silbermedaille, Leichtathletik „Diskuswurf Männer“
- Mill, Frank
Olympische Sommerspiele 1988, (FRG): Bronzemedaille, Fußball „Männer“
- Milser, Rolf
Olympische Sommerspiele 1984, (FRG): Goldmedaille, Gewichtheben „1. Schwergewicht Männer“
- Miltenberger, Meinrad
Olympische Sommerspiele 1956, (EUA): Goldmedaille, Kanurennsport „K2 1000 Meter Männer“
- Miltkau, Marco
Olympische Sommerspiele 2024, (GER): Silbermedaille, Feldhockey „Männer“
- Miner, Josef
Olympische Sommerspiele 1936, (GER): Bronzemedaille, Boxen „Federgewicht Männer“
- Minge, Janina
Olympische Sommerspiele 2024, (GER): Bronzemedaille, Fußball „Frauen“
- Minnert, Sandra
Olympische Sommerspiele 2000, (GER): Bronzemedaille, Fußball „Frauen“
Olympische Sommerspiele 2004, (GER): Bronzemedaille, Fußball „Frauen“
- Misersky, Antje
Olympische Winterspiele 1992, (GER): Goldmedaille, Biathlon „15 Kilometer Frauen“
Olympische Winterspiele 1992, (GER): Silbermedaille, Biathlon „7,5 Kilometer Frauen“
Olympische Winterspiele 1992, (GER): Silbermedaille, Biathlon „3-mal-7,5-Kilometer-Staffel Frauen“
- Mittag, Anja
Olympische Sommerspiele 2008, (GER): Bronzemedaille, Fußball „Frauen“
Olympische Sommerspiele 2016, (GER): Goldmedaille, Fußball „Frauen“
- Mittermaier, Rosi
Olympische Winterspiele 1976, (FRG): Goldmedaille, Ski Alpin „Abfahrt Frauen“
Olympische Winterspiele 1976, (FRG): Silbermedaille, Ski Alpin „Riesenslalom Frauen“
Olympische Winterspiele 1976, (FRG): Goldmedaille, Ski Alpin „Slalom Frauen“
- Mittermayer, Tatjana
Olympische Winterspiele 1998, (GER): Silbermedaille, Freestyle „Buckelpiste Frauen“
- Moeschter, Kurt
Olympische Sommerspiele 1928, (GER): Goldmedaille, Rudern „Zweier ohne Steuermann“
- Mögenburg, Dietmar
Olympische Sommerspiele 1984, (FRG): Goldmedaille, Leichtathletik „Hochsprung Männer“
- Mohr, Eduard
Olympische Sommerspiele 1936, (GER): Bronzemedaille, Segeln „8-Meter-R-Klasse“
- Möhring, Anke
Olympische Sommerspiele 1988, (GDR): Bronzemedaille, Schwimmen „400 Meter Freistil Frauen“
- Mollandin, Andreas
Olympische Sommerspiele 1988, (FRG): Silbermedaille, Feldhockey „Männer“
- Mollenhauer, Paula
Olympische Sommerspiele 1936, (GER): Bronzemedaille, Leichtathletik „Diskuswurf Frauen“
- Möllenkamp, Thomas
Olympische Sommerspiele 1988, (FRG): Goldmedaille, Rudern „Achter Männer“
- Möller, Adolf
Olympische Sommerspiele 1900, (GER): Bronzemedaille, Rudern „Vierer mit Steuermann“
- Möller, David
Olympische Winterspiele 2010, (GER): Silbermedaille, Rennrodeln „Einsitzer Männer“
- Möller, Frank
Olympische Sommerspiele 1996, (GER): Bronzemedaille, Judo „Schwergewicht Männer“
- Möller, Silke
Olympische Sommerspiele 1988, (GDR): Silbermedaille, Leichtathletik „4-mal-100-Meter-Staffel Frauen“
- Mortag, Gerald
Olympische Sommerspiele 1980, (GDR): Silbermedaille, Bahnradsport „4000-Meter-Mannschaftsverfolgung Männer“
- Moser, Christina
Olympische Sommerspiele 1984, (FRG): Silbermedaille, Feldhockey „Frauen“
- Moths, Gustav
Olympische Sommerspiele 1900, (GER): Bronzemedaille, Rudern „Vierer mit Steuermann“
- Mucke, Manuela
Olympische Sommerspiele 1996, (GER): Goldmedaille, Kanurennsport „K4 500 Meter Frauen“
Olympische Sommerspiele 2000, (GER): Goldmedaille, Kanurennsport „K4 500 Meter Frauen“
- Mühe, Lotte
Olympische Sommerspiele 1928, (GER): Bronzemedaille, Schwimmen „200 Meter Brust Frauen“
- Mulka, Rolf
Olympische Sommerspiele 1960, (EAU): Bronzemedaille, Segeln „Flying Dutchman“
- Müller, Anna-Maria
Olympische Winterspiele 1972, (GDR): Goldmedaille, Rennrodeln „Einsitzer Frauen“
- Müller, Bruno
Olympische Sommerspiele 1928, (GER): Goldmedaille, Rudern „Zweier ohne Steuermann“
- Müller, Claudia
Olympische Sommerspiele 2000, (GER): Bronzemedaille, Fußball „Frauen“
- Müller, Fritz
Olympische Sommerspiele 1900, (GER): Silbermedaille, Rugby „Männer“
- Müller, Hannes
Olympische Sommerspiele 2024, (GER): Silbermedaille, Feldhockey „Männer“
- Müller, Helmar
Olympische Sommerspiele 1968, (FRG): Bronzemedaille, Leichtathletik „4-mal-400-Meter-Staffel Männer“
- Müller, Herbert
Olympische Sommerspiele 1928, (GER): Bronzemedaille, Feldhockey „Männer“
- Müller, Irina
Olympische Sommerspiele 1976, (GDR): Goldmedaille, Rudern „Achter Frauen“
- Müller, Jens
Olympische Winterspiele 1988, (GDR): Goldmedaille, Rennrodeln „Einsitzer Männer“
Olympische Winterspiele 1998, (GER): Bronzemedaille, Rennrodeln „Einsitzer Männer“
- Müller, Jonas
Olympische Winterspiele 2018, (GER): Silbermedaille, Eishockey „Männer“
- Müller, Julia
Olympische Sommerspiele 2016, (GER): Bronzemedaille, Feldhockey „Frauen“
- Müller, Kerstin
Olympische Sommerspiele 1992, (GER): Goldmedaille, Rudern „Doppelvierer Frauen“
- Müller, Lukas
Olympische Sommerspiele 2012, (GER): Goldmedaille, Rudern „Achter Männer“
- Müller, Martina
Olympische Sommerspiele 2000, (GER): Bronzemedaille, Fußball „Frauen“
Olympische Sommerspiele 2004, (GER): Bronzemedaille, Fußball „Frauen“
- Müller, Mathias
Olympische Sommerspiele 2016, (GER): Bronzemedaille, Feldhockey „Männer“
Olympische Sommerspiele 2024, (GER): Silbermedaille, Feldhockey „Männer“
- Müller, Matthias
Olympische Sommerspiele 1980, (GDR): Silbermedaille, Fußball „Männer“
- Müller, Maximilian
Olympische Sommerspiele 2008, (GER): Goldmedaille, Feldhockey „Männer“
Olympische Sommerspiele 2012, (GER): Goldmedaille, Feldhockey „Männer“
- Müller, Moritz
Olympische Winterspiele 2018, (GER): Silbermedaille, Eishockey „Männer“
- Müller, Petra
Olympische Sommerspiele 1988, (GDR): Bronzemedaille, Leichtathletik „4-mal-400-Meter-Staffel Frauen“
Olympische Sommerspiele 1988, (GDR): Silbermedaille, Leichtathletik „400 Meter Frauen“
- Müller, Romy
Olympische Sommerspiele 1980, (GDR): Goldmedaille, Leichtathletik „4-mal-100-Meter-Staffel Frauen“
- Müller, Silke
Olympische Sommerspiele 2004, (GER): Goldmedaille, Feldhockey „Frauen“
- Müller, Susanne
Olympische Sommerspiele 1992, (GER): Silbermedaille, Feldhockey „Frauen“
- Müller, Sylvia
Olympische Sommerspiele 1988, (GDR): Goldmedaille, Rudern „Vierer mit“
- Müller, Thomas
Olympische Winterspiele 1988, (FRG): Goldmedaille, Nordische Kombination „Mannschaft Männer“
- Müller, Wilhelm
Olympische Sommerspiele 1936, (GER): Goldmedaille, Handball „Männer“
- Müller-Wieland, Janne
Olympische Sommerspiele 2016, (GER): Bronzemedaille, Feldhockey „Frauen“
- Mummhardt, Christine
Olympische Sommerspiele 1980, (GDR): Silbermedaille, Volleyball „Frauen“
- Mundt, Kristina
Olympische Sommerspiele 1988, (GDR): Goldmedaille, Rudern „Doppelvierer Frauen“
Olympische Sommerspiele 1992, (GER): Goldmedaille, Rudern „Doppelvierer Frauen“
- Münchow, Kirsten
Olympische Sommerspiele 2000, (GER): Bronzemedaille, Leichtathletik „Hammerwurf Frauen“
- Munkelt, Thomas
Olympische Sommerspiele 1980, (GDR): Goldmedaille, Leichtathletik „110 Meter Hürden Männer“
- Munski, Maximilian
Olympische Sommerspiele 2016, (GER): Silbermedaille, Rudern Achter „Männer“
- Murach, Michael
Olympische Sommerspiele 1936, (GER): Silbermedaille, Boxen „Weltergewicht Männer“
- Musiol, Bogdan
Olympische Winterspiele 1980, (GDR): Goldmedaille, Bobsport „Viererbob Männer“
Olympische Winterspiele 1980, (GDR): Bronzemedaille, Bobsport „Zweierbob Männer“
Olympische Winterspiele 1984, (GDR): Silbermedaille, Bobsport „Zweierbob Männer“
Olympische Winterspiele 1984, (GDR): Silbermedaille, Bobsport „Viererbob Männer“
Olympische Winterspiele 1988, (GDR): Silbermedaille, Bobsport „Zweierbob Männer“
Olympische Winterspiele 1988, (GDR): Silbermedaille, Bobsport „Viererbob Männer“
Olympische Winterspiele 1992, (GER): Silbermedaille, Bobsport „Viererbob Männer“
- Mysegaes, Cord
Olympische Sommerspiele 1992, (GER): Bronzemedaille, Vielseitigkeitsreiten „Mannschaft“